# Szpital przy ul. Krysiewicza w Poznaniu
Szpital przy ul. Krysiewicza (pełna nazwa: Specjalistyczny Zespół Opieki Zdrowotnej nad Matką i Dzieckiem w Poznaniu) – szpital dziecięcy zlokalizowany w przy ul. Bolesława Krysiewicza, w centrum Poznania, w Polsce. Jest najstarszym w Poznaniu placówką medyczną przeznaczoną do leczenia dzieci.

## Historia i architektura
Szpital został założony przez Siostry Miłosierdzia św. Wincentego á Paulo w 1855, w zakupionej na ten cel kamienicy. Nosił wówczas (wraz z ochronką) nazwę Domu Miłosierdzia p.w. św. Józefa. W 1877 dr Ignacy Zielewicz przekształcił go w szpital. Od 1859 rozbudować planował go dr Bolesław Krysiewicz. Prace w tym zakresie przeprowadzono w latach 1902–1903 na dokupionych w sąsiedztwie działkach, a budowniczym był Ludwik Frankiewicz. Do historyzującego (renesansowo-klasycystycznego) budynku dobudowano część z licowanej, czerwonej cegły różnicując i uatrakcyjniając zabudowę ulicy. W latach 1903–1904 Roger Sławski wzniósł kaplicę św. Józefa i jeszcze jeden gmach szpitalny (neogotycki, trzyskrzydłowy, trójkondygnacyjny) w latach 1906–1907 (od strony południowej). Detal fasad tych gmachów wskazuje na wpływ myśli architektonicznej Oskara Hoßfelda. Gmach szpitalny nadbudowano w latach 1926–1930 dodatkowym piętrem wyposażonym w taras (cofnięty). Architektami byli Kazimierz Ruciński i Czesław Domaniewski. Wokół dziedzińca stoją też m.in. budynek socjalny, budynek zabiegowy (ceglany) i budynek administracyjny z XIX wieku, jak również nowy dom zakonny z lat 80. XIX wieku (jego fasada wychodzi na ul. Szymańskiego). Część zabudowy uległa zniszczeniu w czasie walk o Poznań w 1945. W jej miejsce postawiono w 1953 nowy budynek szpitalny (odbudowę całkowicie zakończono w 1956). Ostatnią inwestycją był budynek wzniesiony w 2001. 

## Kaplica
Jednonawowa kaplica św. Józefa reprezentuje styl neoromański. Front wzbogaca rzeźba patrona. Wnętrze jest sklepione krzyżowo. Prezbiterium otoczone galerią z emporami. Wyposażenie z lat 50. XX wieku.

## Otoczenie
W pobliżu zlokalizowane są: Kościół Świętego Krzyża, Park Jana Henryka Dąbrowskiego, Stary Browar, punktowce Piekary, Kupiec Poznański i Pomnik Starego Marycha.

## Galeria

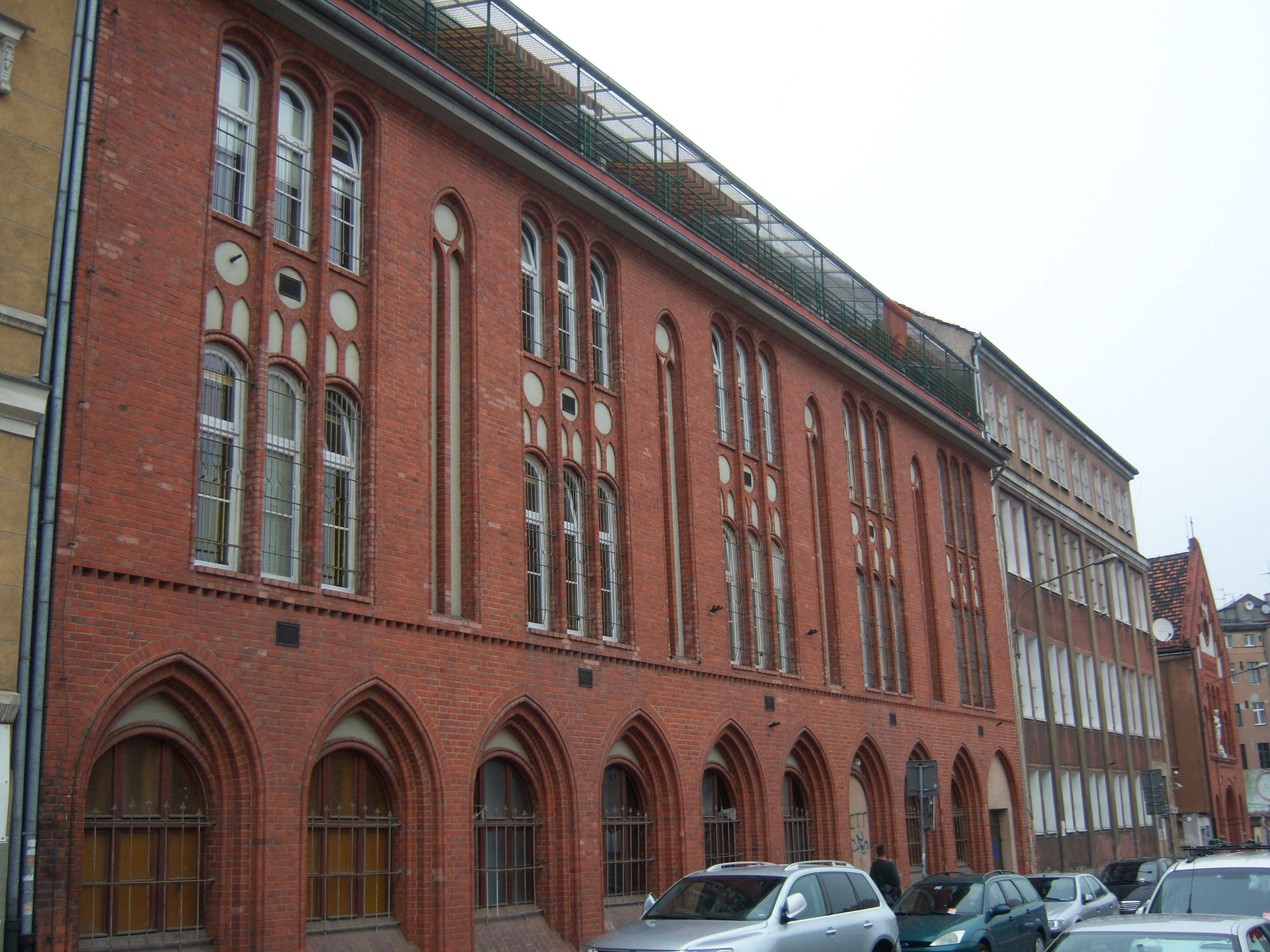
Pawilon Sławskiego (1907)
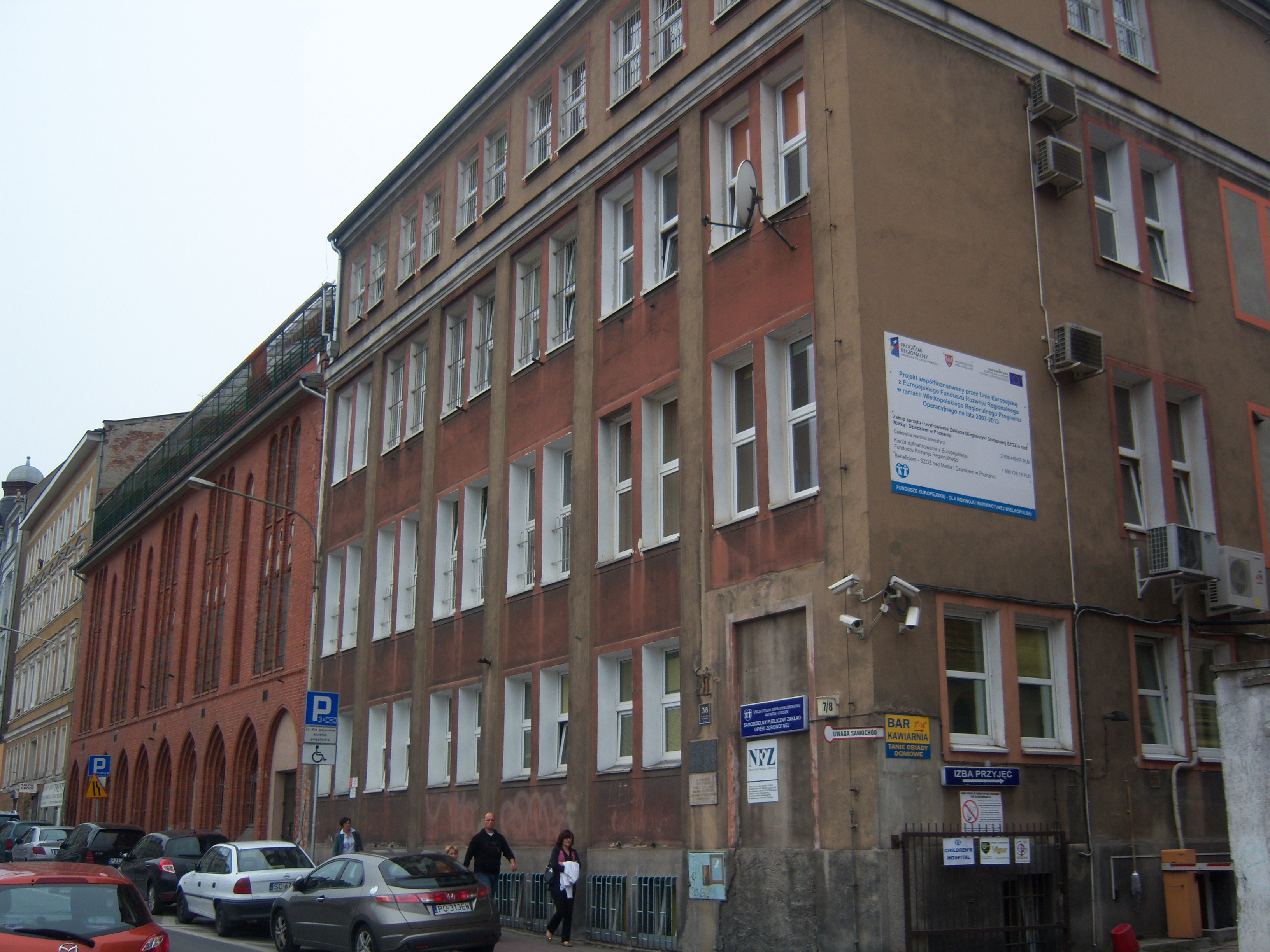
Pawilon z 1953